# Neville Godwin
Neville Godwin (Johannesburg, 31 gennaio 1975) è un allenatore di tennis ed ex tennista sudafricano.

## Statistiche

### Singolare

#### Vittorie (1)
| Legenda                           |
| Grande Slam (0)                   |
| ATP Tour World Championships (0)  |
| Masters Series (0)                |
| Giochi olimpici (0)               |
| ATP International Series Gold (0) |
| ATP International Series (1)      |

| Numero | Data           | Torneo                                                 | Superficie | Avversario in finale | Punteggio |
| 1.     | 15 luglio 2001 | Miller Lite Hall of Fame Tennis Championships, Newport | Erba       | Martin Lee           | 6–1, 6–4  |

#### Finali perse (1)
| Legenda                           |
| Grande Slam (0)                   |
| ATP Tour World Championships (0)  |
| Masters Series (0)                |
| Giochi olimpici (0)               |
| ATP International Series Gold (0) |
| ATP International Series (1)      |

| Numero | Data           | Torneo                                     | Superficie | Avversario in finale | Punteggio |
| 1.     | 12 luglio 1998 | Hall of Fame Tennis Championships, Newport | Erba       | Leander Paes         | 3-6, 2-6  |

### Doppio

#### Finali perse (3)
| Legenda                                                      |
| Grande Slam (0)                                              |
| ATP Tour World Championships (0)                             |
| ATP Super 9 / Masters Series (0)                             |
| Giochi olimpici (0)                                          |
| ATP Championships Series / ATP International Series Gold (1) |
| ATP World Series / ATP International Series (2)              |

| Numero | Data           | Torneo                                | Superficie  | Compagno      | Avversario in finale         | Punteggio     |
| 1.     | 20 luglio 1997 | Legg Mason Tennis Classic, Washington | Terra rossa | Fernon Wibier | Luke Jensen Murphy Jensen    | 4-6, 4-6      |
| 2.     | 12 aprile 1998 | Hong Kong Open, Hong Kong             | Cemento     | Tuomas Ketola | Byron Black Alex O'Brien     | 5-7, 1-6      |
| 3.     | 12 aprile 1999 | Chennai Open, Chennai                 | Cemento     | Wayne Black   | Leander Paes Mahesh Bhupathi | 6-4, 5-7, 4-6 |

### Tornei minori

#### Singolare

##### Vittorie (2)
| Legenda tornei minori |
| Challenger (2)        |
| Futures (0)           |

| Numero | Data            | Torneo                            | Superficie | Avversario in finale | Punteggio |
| 1.     | 9 maggio 1998   | Jerusalem Challenger, Gerusalemme | Cemento    | Gabriel Trifu        | 6-4, 7-6  |
| 2.     | 5 novembre 2000 | Las Vegas Tennis Open, Las Vegas  | Cemento    | Cristiano Caratti    | 6-3, 6-3  |